# Louise von Rothschild

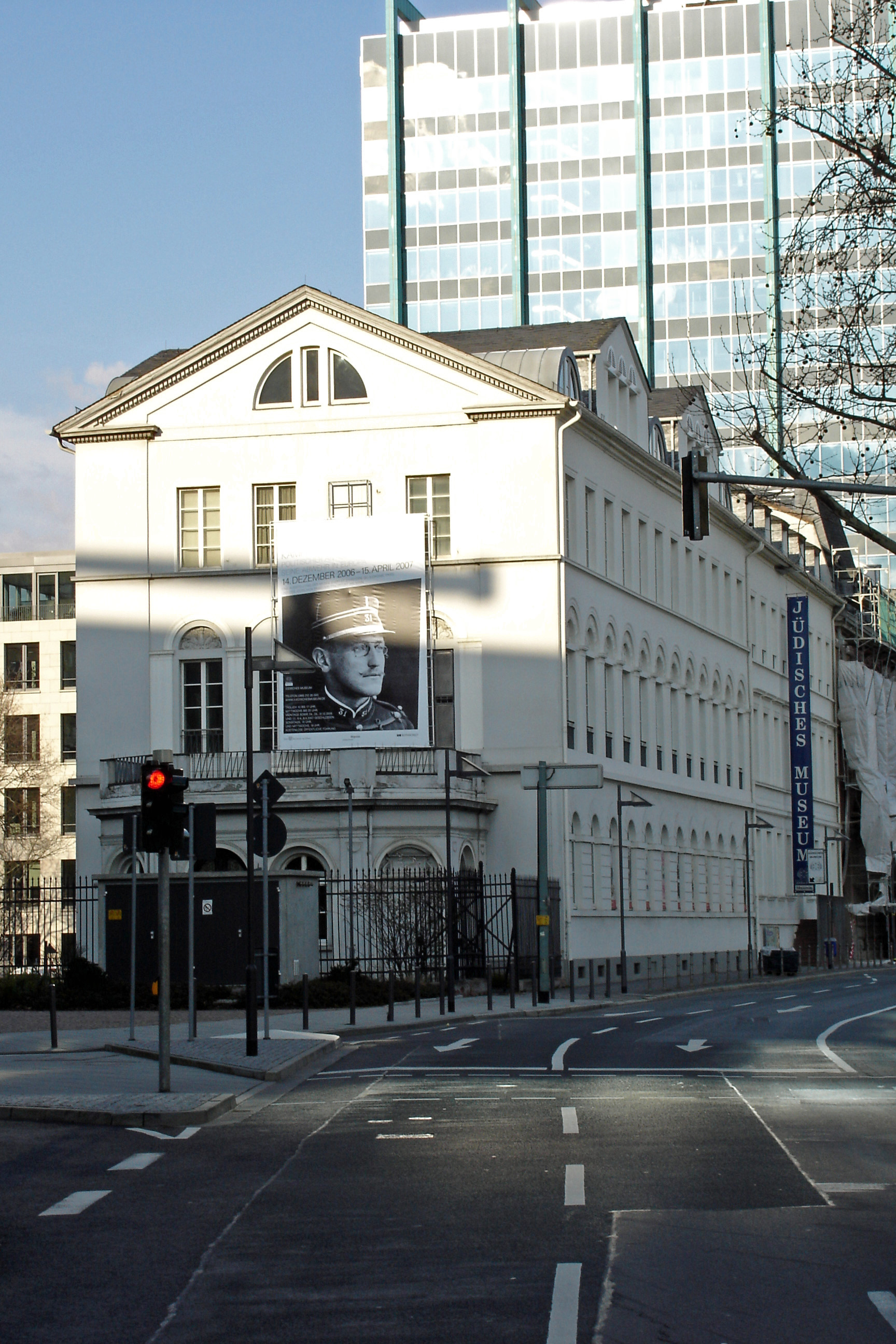
Das Rothschild-Palais am Untermainkai, Wohnort des Ehepaars, heute Sitz des Jüdischen Museums

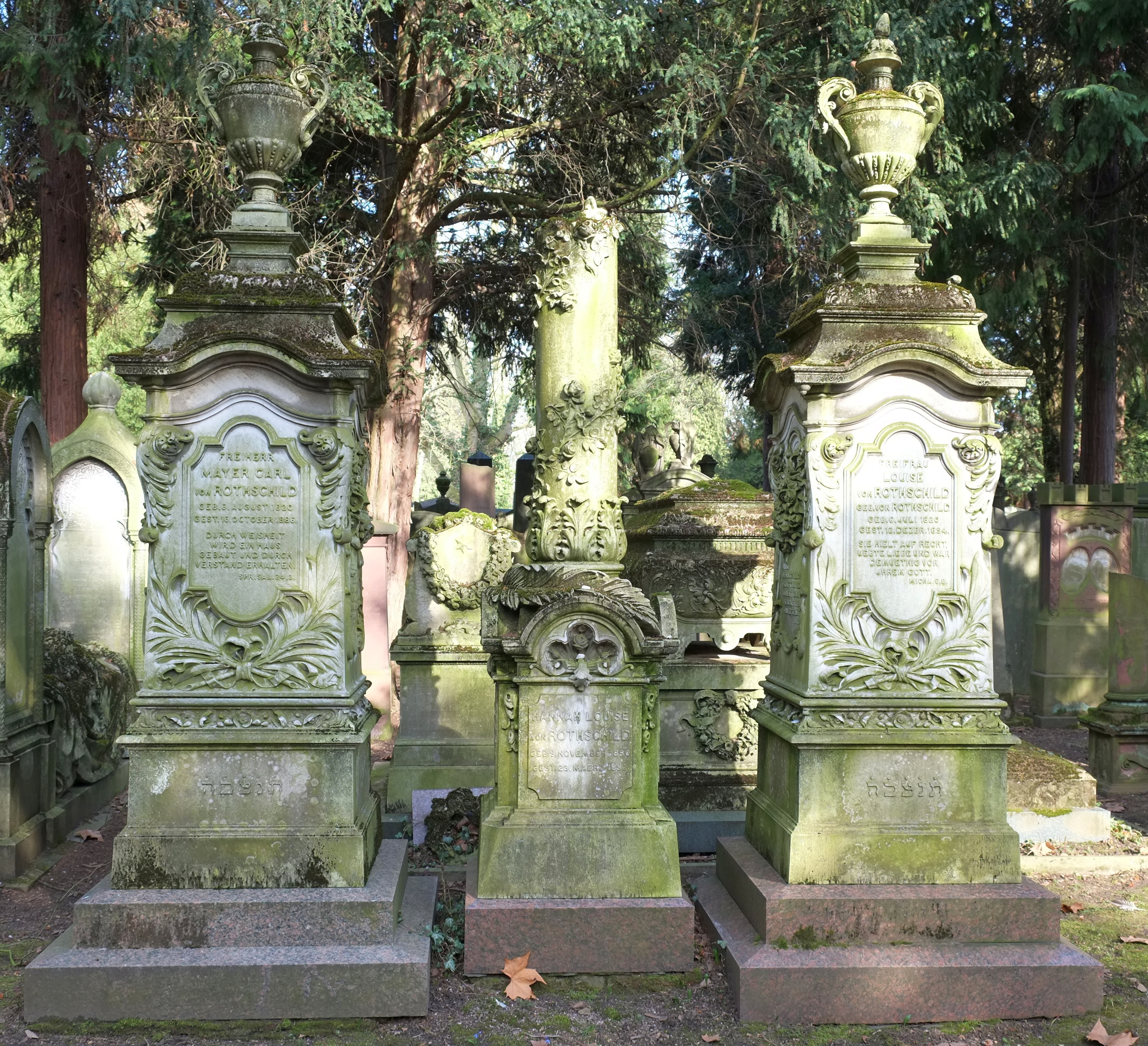
Grab von Louise von Rothschild (rechts) und Ihres Ehemannes (links)

Freifrau Louise von Rothschild (* 6. Juli 1820 in Stamford Hill, London; † 12. Dezember 1894 in Frankfurt am Main), auch Luise von Rothschild geschrieben, war ein Mitglied der Familie Rothschild. Sie gehört zu den bedeutenden jüdischen Stifterinnen in Frankfurt und begründete mehrere bis heute bestehende soziale Einrichtungen.

## Leben
Louise von Rothschild war das jüngste von sieben Kindern des Londoner Bankiers Nathan Mayer von Rothschild und seiner Frau Hannah, geb. Barent-Cohen. Ihr Vater war in Frankfurt am Main als dritter von fünf Söhnen von Mayer Amschel und Gutle Rothschild geboren und hatte 1799 den britischen Zweig des Hauses Rothschild begründet. Durch Finanzdienstleistungen für die britische Regierung und den hessischen Kurfürsten Wilhelm I. hatte er wesentlich zum Aufstieg des Bankhauses beigetragen. 
Louise wurde im Geiste der Aufklärung von ihrer Mutter als „Englishwoman in heart and soul“ erzogen und galt als sehr gebildet. 1836 reiste sie mit der Mutter erstmals nach Frankfurt zur Hochzeit ihres ältesten Bruders Lionel mit ihrer Cousine Charlotte. Entsprechend der Familientradition wurden Ehen vor allem zwischen den Familienzweigen gestiftet. Bei der Hochzeit lernte Louise ihren Cousin Mayer Carl von Rothschild kennen, der wie die Braut dem Neapler Zweig der Familie Rothschild entstammte. Im Sommer 1839 besiegelten Louise und Mayer Carl ihre Verlobung bei einem Frankreichaufenthalt und heirateten am 6. April 1842 in der Großen Synagoge von London am Duke’s Place.
1843 trat Mayer Carl in das Frankfurter Stammhaus der Bank ein. Das Paar bewohnte das 1843 erworbene klassizistische Rothschildpalais am Untermainkai, seit 1988 Sitz des Jüdischen Museums, und zählte zu den einflussreichen und sehr wohlhabenden Frankfurter Bürgern. Die weltläufige Louise soll sich jedoch in der bürgerlich geprägten Freien Stadt Frankfurt eher fremd gefühlt haben. Wenigstens fand sie in ihrer ältesten Schwester Charlotte, die mit Anselm Salomon von Rothschild aus dem Wiener Familienzweig verheiratet war und in der Grüneburg einen glänzenden Salon führte, eine Gefährtin.
Gemeinsam hatte das Ehepaar sieben Töchter:
1. Adèle (1843–1922), seit 1863 verheiratet mit ihrem französischen Cousine Salomon de Rothschild
2. Emma Louise, genannt Emmy (1844–1935), seit 1867 verheiratet mit Nathan Rothschild, 1. Baron Rothschild
3. Clementine Henrietta, genannt Clemmy (1845–1865), starb mit 20 Jahren nach langer Krankheit
4. Laura Thérèse, genannt Thesie (1847–1931), seit 1871 verheiratet mit Nathan de Rothschild (1844–1884)
5. Hannah Luise von Rothschild (1850–1892), Frankfurter Stifterin
6. Margaretha Alexandrine, gen. Margy (1855–1905), seit 1876 verheiratet mit Herzog Antoine XI. Agénor de Gramont (1851–1925). Sie lehnte die von ihrem Vater geplante Hochzeit mit Edmond de Rothschild aus und konvertierte zum Katholizismus. Daher schloss er sie von der Erbfolge der Familie Rothschild aus; erst nach seinem Tod 1886 stellten ihre Mutter und die Schwestern den Kontakt wieder her.
7. Bertha Clara (1862–1903), seit 1882 verheiratet mit Herzog Alexandre Berthier de Wagram (1836–1911), Enkel von Louis-Alexandre Berthier

Die Töchter wuchsen zweisprachig auf und erhielten eine standesgemäße Erziehung. Louise vermittelte ihren Töchtern die eigene, im jüdischen Glauben gegründete, ethische Haltung, dass der eigene Wohlstand zur Wohltätigkeit verpflichte. Im Gegensatz zu den der jüdischen Orthodoxie entstammenden Frankfurter Mitgliedern der Rothschild-Familie wandte Louise sich Bedürftigen „ohne Unterschied der Religion, des Standes und der Ortsangehörigkeit“ zu. Ihre 1857 veröffentlichen englischen Sabbatansprachen an ihre Töchter übersetzte der Frankfurter Rabbiner Leopold Stein 1861 ins Deutsche. Die fünfte Tochter Hannah Luise blieb unverheiratet und übernahm diese Haltung von ihrer Mutter. Sie stiftete zur Erinnerung an ihren Vater in Frankfurt unter anderem die Heilanstalt und spätere Zahnklinik Carolinum.
Während des Deutsch-Französischen Kriegs von 1870/1871 richtete Louise von Rothschild in der Hafenstraße ein privates Hospital mit 30 Betten für verwundete Soldaten ein, das sie mit ihren Töchtern täglich besuchte. Sie wurde dafür 1872 von König Karl von Württemberg mit dem Olga-Orden und 1874 von Kaiserin Augusta mit dem Luisenorden geehrt. 1875 stiftete sie im Gedenken an ihre jung verstorbene Tochter Clementine das Clementine Mädchenspital. Sie stellte dafür ihr luxuriöses Sommerhaus an der Bornheimer Landwehr sowie ein Stiftungskapital von 800.000 Goldmark zur Verfügung. In dem nach modernsten Grundsätzen gebauten Haus wurden kranke Mädchen zwischen 5 und 15 Jahren kostenlos behandelt und gepflegt. Bei einem Bombenangriff am 4. Oktober 1943 wurde das Clementine Kinderhospital ebenso wie das von Johann Theobald Christ gestiftete Kinderhospital mit Entbindungshaus zerstört. Nach dem Ende des Zweiten Weltkrieges fusionierten die beiden Stiftungen zur Clementine Kinderhospital Dr. Christ’sche Stiftung. Auf dem Trümmergrundstück von Christs Kinderhospital und Entbindungshaus in der Nähe des Frankfurter Zoos wurde von ihnen gemeinsam das Clementine Kinderhospital errichtet.
Louise war langjährige Präsidentin des Israelitischen Frauenvereins und stiftete 1888 den Mädchenhort der Jüdischen Frauenvereinigung, als erste derartige Einrichtung Frankfurts. Nach dem plötzlichen Tod ihrer Tochter Hannah Luise sorgte sie durch großzügige Zuwendungen dafür, dass deren Stiftungen finanziell abgesichert wurden. 1892 stiftete sie die zum Bau des ersten Frankfurter Hallenschwimmbades erforderlichen finanziellen Mittel. Das „Stadtbad Mitte“ am heutigen Börneplatz wurde erst 1896 nach ihrem Tod eröffnet.
Ihr Grab befindet sich in der Familiengrabstätte auf dem Jüdischen Friedhof Rat-Beil-Straße. An Louise von Rothschild erinnern seit 1877 der Luisenplatz und die Luisenstraße im Nordend. 2008 wurde eine Realschule in Bornheim nach ihr benannt.